# François de Malherbe
Pour les articles homonymes, voir François Malherbe (homonymie), Famille de Malherbe (Normandie) et Malherbe.
Ne doit pas être confondu avec Malesherbes.
Œuvres principales
Consolation à Du Périer

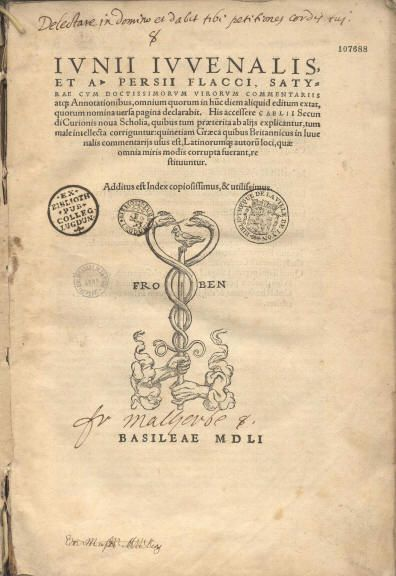

François de Malherbe est un poète français, né à Caen vers 1555 et mort à Paris le 6 octobre 1628. Il est le fils de François, écuyer, seigneur de Digny, conseiller au bailliage et présidial de Caen, et de Louise Le Vallois.
Poète officiel de 1605 à 1628, son évolution de la magnificence à la sobriété traduit le passage du goût baroque au goût classique, amenant la poésie vers un grand dépouillement. Son influence a été considérable sur la poésie française.
Bien qu'il n'ait pas écrit d'art poétique, une doctrine était tirée de ses œuvres, de ses annotations sur son exemplaire des poésies de Philippe Desportes et des remarques orales rapportées par ses contemporains. Ce sont notamment ses disciples François Maynard et Honorat de Bueil de Racan qui, suivant leur maître, créent le corpus louant « l'harmonie classique », qui prédominera pendant près d'un siècle.
Durant tout le XVIIe siècle, Malherbe est la référence majeure des théoriciens classiques. Dans son Art poétique (1674), Nicolas Boileau le loue avec ferveur, commençant son éloge par le célèbre hémistiche « Enfin Malherbe vint ».

## Biographie
François de Malherbe, issu d'une famille noble, est fils d'un conseiller au présidial de Caen, ville dans laquelle il est né. Il fait d'abord des études de droit, qu'il abandonne. Il s’attache à l’âge de 19 ans à Henri d’Angoulême, fils naturel d’Henri II, et grand prieur de France. Il combat dans les rangs de la Ligue, avant de se marier en 1581 avec Madeleine de Coriolis, la fille d'un président à mortier au Parlement de Provence et de se fixer à Aix.
Appelé à Paris pour ses affaires en 1585, son protecteur le duc d'Angoulême meurt l'année suivante. Il regagne d'abord la Normandie, puis la Provence, et cherche un nouveau protecteur puissant.
En 1592, il dédie à Henri III Les Larmes de saint Pierre (poème qu'il désavoue plus tard), et à Marie de Médicis Ode de bienvenue à Marie de Médicis (1600), qui le fait remarquer par la Cour. Il traduit également les œuvres de Sénèque.
Malgré la recommandation du cardinal Du Perron, qui admirait son talent, c'est seulement en 1605 qu'il obtient sa première audience auprès d'Henri IV, qui lui commande Prière pour le roi allant dans le Limousin. Ce poème plaît beaucoup au roi, qui le retient à la cour. Malherbe, âgé de 50 ans, devient ainsi le poète officiel, titre qu'il garde jusqu'à sa mort, aussi bien sous la régence de Marie de Médicis que sous le règne de Louis XIII.
Le seul fils qui lui restait, Marc-Antoine de Malherbe, fut tué en duel au château de Cadenet en  1627 par Paul de Fortia de Piles, assisté de son beau-frère Gaspard de Covet de Marignane. Malherbe va trouver Louis XIII au siège de La Rochelle pour obtenir justice, mais le châtiment des meurtriers lui est refusé. Il meurt quinze mois plus tard le 6 octobre 1628 à Paris. Il est inhumé le lendemain dans l'église Saint-Germain-l'Auxerrois.
Il avait institué pour héritier Vincent de Boyer d’Éguilles, son petit-neveu par alliance, depuis conseiller au Parlement de Provence. Vincent de Boyer qui se maria en 1644, avec Madelaine de Forbin-Maynier d'Oppède, ajouta à son nom celui de Malherbe. Une des conditions que Malherbe lui avait imposée, dans son testament, était que les Boyer prendraient pendant trois générations le nom de Malherbe. Les papiers et les livres du poète furent recueillis dans la famille Boyer d'Éguilles jusqu'à la Révolution.

## Traits de caractère
Le caractère de Malherbe est connu par les nombreux témoignages de ses contemporains, notamment par l'ouvrage de Racan Mémoires pour la vie de Malherbe. Personnage rude, froid et franc jusqu'à la brutalité, il semble à l'opposé de l'idée romantique du poète sensible. Pourtant, de nombreuses lettres, ainsi que le chagrin après la mort de son dernier fils, témoignent de sa sensibilité.
Tallemant des Réaux, qui l'a décrit comme « rustre et incivil », dépeint son caractère « maniaque » et son obsession pour la pureté de la langue. Malherbe disait de ses ennemis que, « s’il s’y mettait, il ferait de leurs fautes des livres plus gros que leurs livres mêmes ».
Certains refusèrent toujours, pour cette raison, de soumettre leurs écrits à son approbation, parce que « ce n’était qu’un tyran, et qu’il abattait l’esprit aux gens ». Parmi ceux qui s’y risquèrent néanmoins, « Il dit à un homme qui lui montra un méchant poème où il y avait pour titre : POUR LE ROI, qu’il n’y avait qu’à ajouter : POUR SE TORCHER LE CUL. ».
Même, « une heure avant que de mourir, il se réveilla comme en sursaut d’un grand assoupissement, pour reprendre son hôtesse, qui lui servait de garde, d’un mot qui n’était pas bien français, à son gré ; et comme son confesseur lui en voulut faire réprimande, il lui dit qu’il n’avait pu s’en empêcher, et qu’il avait voulu jusqu’à la mort maintenir la pureté de la langue française. »

## Influence de l’œuvre

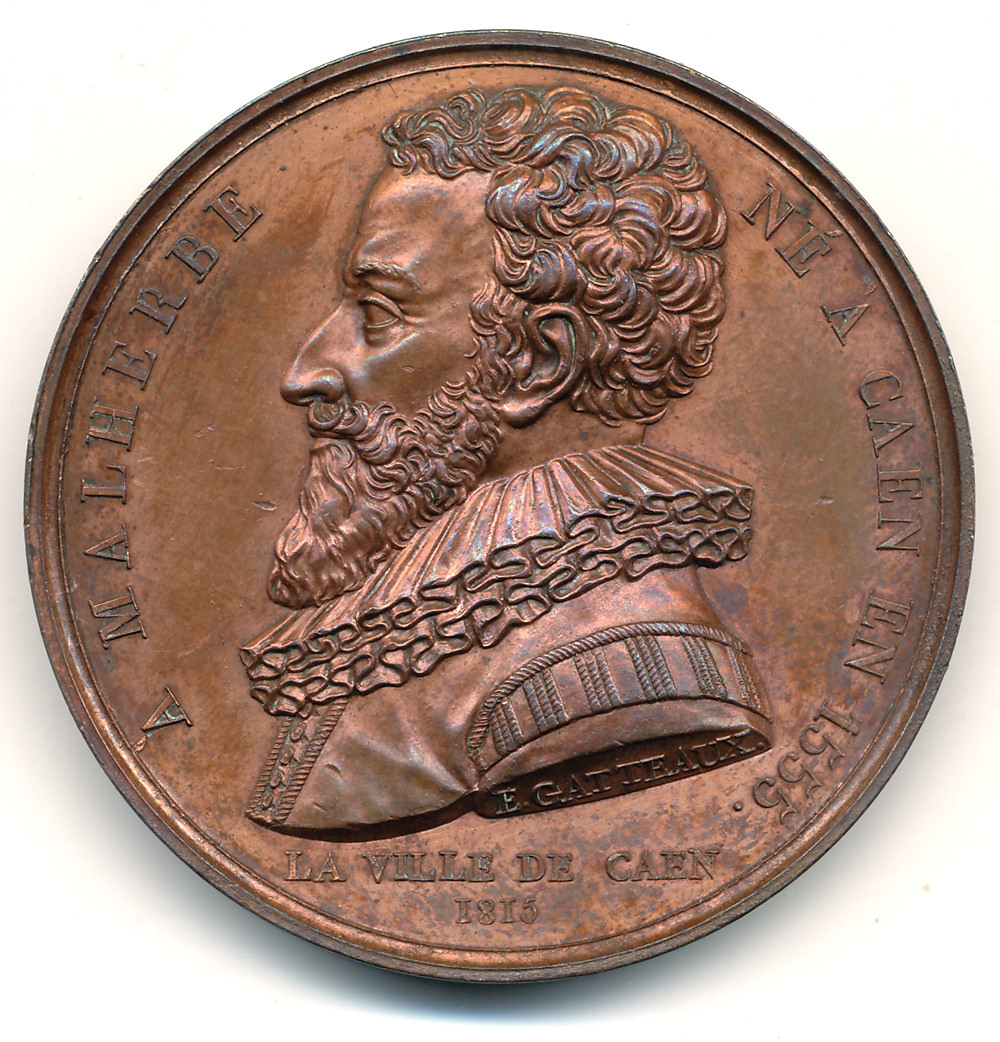
Portrait de Malherbe sur une médaille, par Gatteaux, 1815.

Son poème Les Larmes de Saint Pierre (1587) appartient au goût baroque ; il le considère à la fin de sa vie comme une erreur. À partir de son accession au rôle de poète officiel, il fait de l'épuration et de la discipline de la langue française l’œuvre de sa vie. Il manifeste alors une grande sévérité à l’égard du maniérisme et du baroque des poètes du siècle précédent, notamment de Philippe Desportes.
Contrairement à Pierre de Ronsard, Malherbe refuse le miracle de l'inspiration et le lyrisme personnel. Ses œuvres sont des pièces de circonstance, dans laquelle il fait entrer le moins possible de sensibilité.

Son rôle de poète officiel consiste à célébrer les grands évènements et la gloire des souverains successifs. Il prête également son inspiration à des hauts personnages lui demandant de chanter leurs amours. 

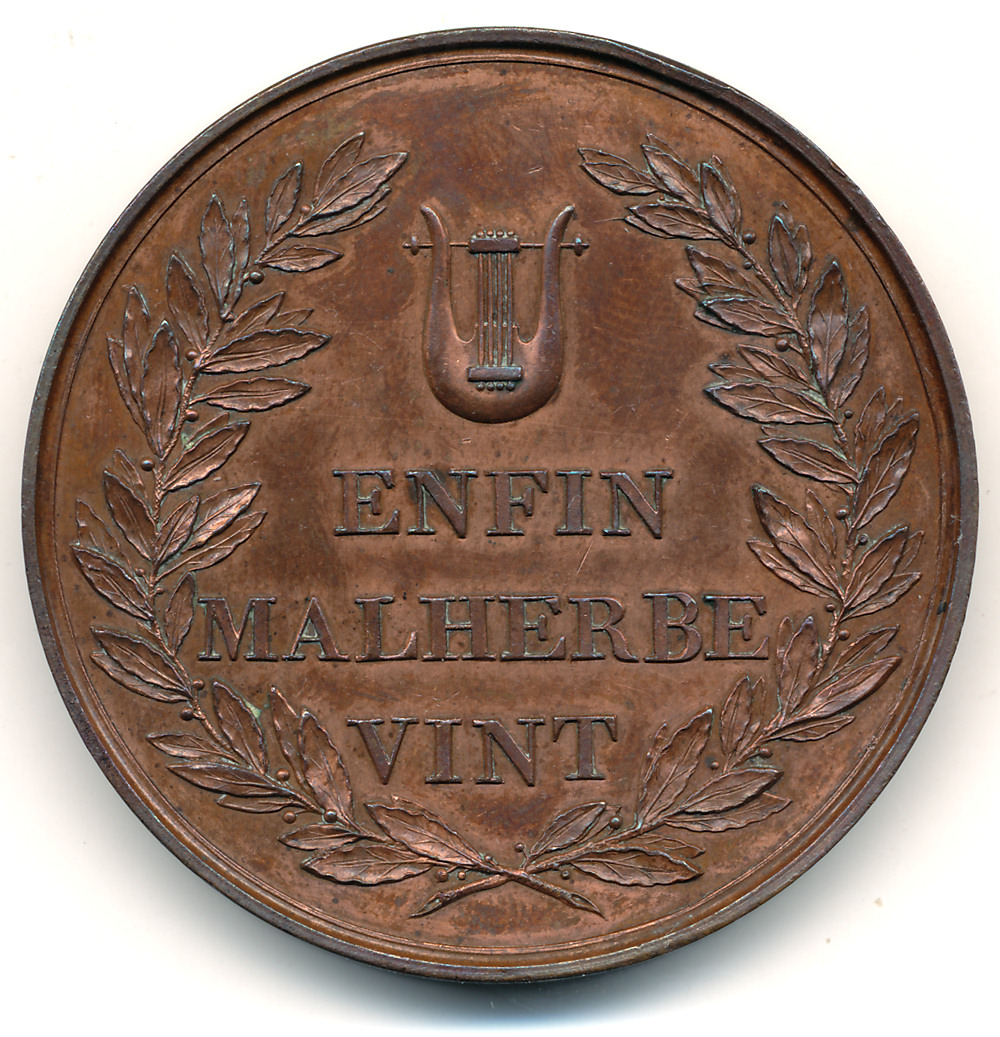
Revers de la médaille avec la citation de Boileau : Enfin Malherbe vint.

Parallèlement, il groupe des disciples, dont les plus célèbres sont François Maynard et Honorat de Bueil de Racan, avec qui il entreprend de régenter la langue et la poésie, souhaitant imposer à la poésie française une discipline très stricte.
On peut le considérer comme le premier théoricien de l’art classique fait de mesure et bienséance et l’un des réformateurs de la langue française. Il fut pour cela l’un des auteurs les plus constamment réédités pendant l’Ancien Régime.
L’hommage que lui adressa Boileau (« Enfin Malherbe vint…, ») exprime cette dette des écrivains classiques. Aujourd’hui, cet hémistiche est passé dans la langue pour saluer l’avènement d’un progrès, d’une réforme.

## Œuvres
- Les Larmes de sainct Pierre (1587, éd. de 1596)

### Odes
- Au roi, sur la prise de Marseille : Première ode
- À la reine, pour sa bienvenue en France (1600)
- Sur l’attentat commis en la personne du roi, le 19 décembre 1605
- Au roi, sur les heureux succès de sa régence
- À la reine, pendant sa régence
- Pour le roi, allant châtier la rébellion des Rochellois, et chasser les Anglais qui en leur faveur étaient descendus en l’île de Rhé
- Le Bouquet des fleurs de Sénèque

### Stances
- Dessein de quitter une dame qui ne le contentait que de promesses
- Consolation à Caritée sur la mort de son mari (1599)
- Consolation à M. du Perrier sur la mort de sa fille (1599)
- Prosopopée d’Ostende
- Aux ombres de Damon
- Paraphrase du psaume VIII
- Pour les pairs de France, assaillants au combat de barrière
- Prière pour le roi Henri le Grand, allant en Limozin
- Aux dames, pour les demi-dieux marins conduits par Neptune
- Pour M. le duc de Bellegarde, à madame la princesse de Conti : « Dure contrainte de partir »
- La Renommée au roi Henri le Grand, dans le ballet de la reine
- Ballet de Madame. De petites nymphes, qui mènent l’Amour prisonnier au roi
- Vers funèbres sur la mort de Henri le Grand
- À la reine, mère du roi, pendant sa régence : « Objet divin des âmes et des yeux »
- Paraphrase du psaume CXXVIII (1614)
- Sur le mariage du roi et de la reine
- Sur la guérison de Chrysante
- « Louez Dieu par toute la terre »
- « Quoi donc ! ma lâcheté sera si criminelle »
- Paraphrase du psaume CXLV
- (Autres édition : Victoire de la constance)

### Chansons
- « Qu'autres que vous soient désirées »
- « Mes yeux, vous m'êtes superflus » (Pour M. de Bellegarde, 1616)
- « C'est assez, mes désirs, qu'un aveugle penser »
- « C'est faussement qu'on estime »
- « Est-ce à jamais, folle Espérance »
- (autre édition : « Sus, debout, la merveille des belles ! »)
- (autre édition : Chanson chantée au ballet du triomphe de Pallas

### Sonnets
- À Rabel, peintre, sur un livre de fleurs
- À madame la princesse douairière Charlotte de la Trimouille
- Au roi : « Je le connais, Destins, vous avez arrêté »
- Au roi : « Mon roi, s’il est ainsi »
- À M. de Flurance, sur son livre de l’art d’embellir
- Sur l’absence de la vicomtesse d’Auchy : « Quel astre malheureux ma fortune a batie »
- Pour la vicomtesse d’Auchy : « Il n’est rien de si beau que Caliste est belle » (1608)
- Pour la vicomtesse d’Auchy : « Beauté de qui la grâce étonne la nature » (1608)
- Sur l’absence de la vicomtesse d’Auchy : « Beaux et grands bâtiments d’éternelle structure »
- Sur l’absence de la vicomtesse d’Auchy : « Caliste, en cet exil j’ai l’âme si gênée »
- À la vicomtesse d’Auchy : « C’est fait, belle Caliste, il n’y faut plus penser »
- Au roi : « Quoi donc ! c’est un arrêt qui n’épargne personne »
- À monseigneur le dauphin, depuis Louis XIII
- Épitaphe de mademoiselle de Conti, Marie de Bourbon
- Au roi, pour le premier ballet de monseigneur le Dauphin
- Au roi, après la guerre de 1621 et 1622, contre les huguenots
- Au roi : « Qu’avec une valeur à nulle autre seconde »
- Sur la mort du fils de l'auteur
- Sur la mort d’un gentilhomme qui fut assassiné

## Œuvres en ligne
- Œuvres poétiques de Malherbe, Texte établi par Prosper Blanchemain, réimprimées sur l’édition de 1630, E. Flammarion (Librairie des Bibliophiles), 1869.
- Œuvres de Malherbe. Éd. revue sur les autographes, les copies les plus authentiques et les plus anciennes impressions et augm. de notices, de variantes, de notes, d’un lexique des mots et locutions remarquables, d’un portrait, d’un fac-similé, recueillies et annotées par Ludovic Lalanne, Tome premier, Tome deuxième, Tome troisième, Tome quatrième, Tome cinquième, Paris, Hachette, 1862

## Hommages, postérité

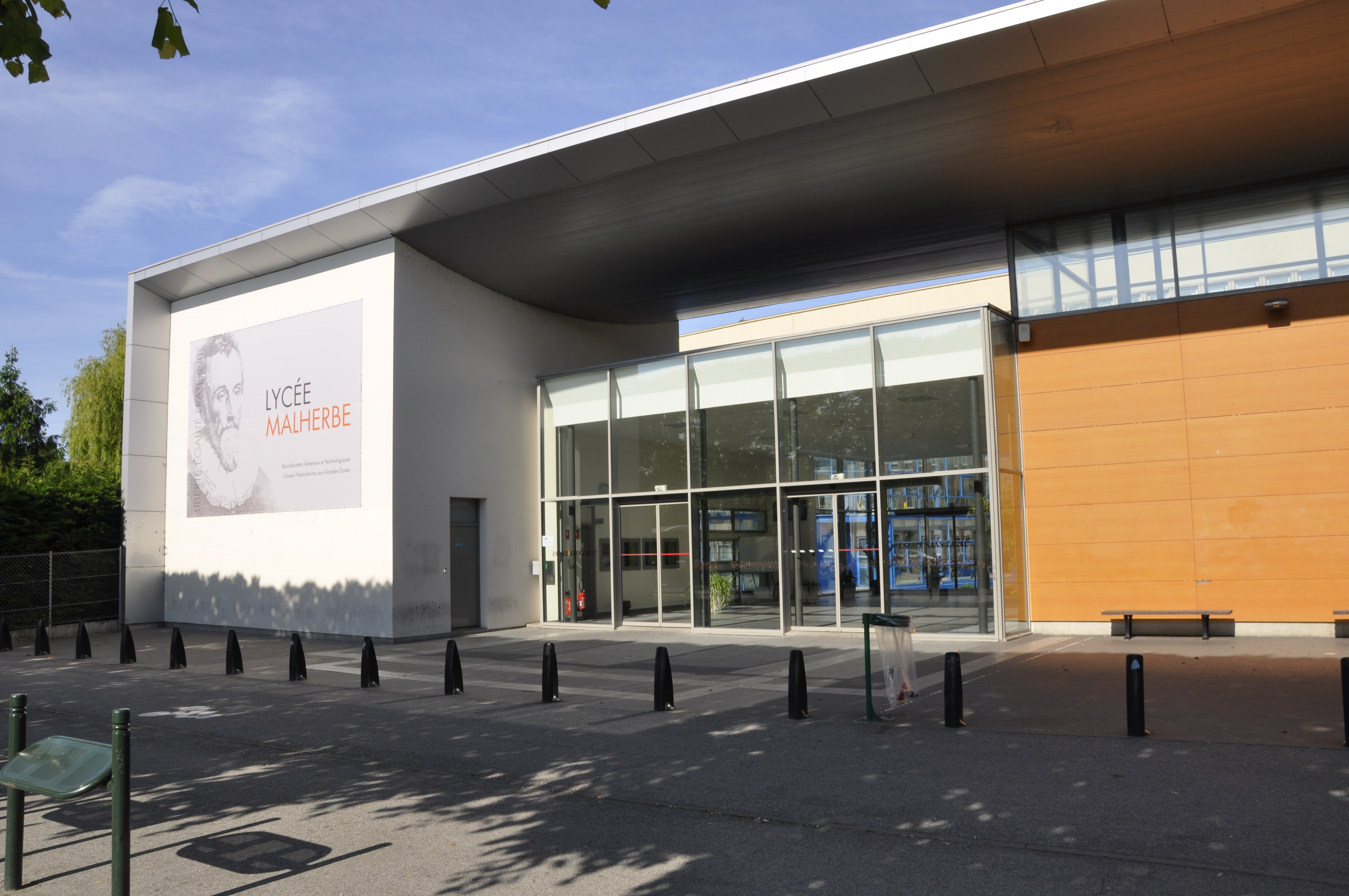
Entrée du Lycée Malherbe à Caen

- Le lycée Malherbe à Caen porte son nom.
- Le club de football Stade Malherbe Caen, créé en 1913 par les étudiants du lycée ci-dessus.
- Une école maternelle à Calais porte son nom.
- De nombreuses communes françaises ont une rue qui porte son nom : Rouen, Le Havre, Bretteville-l'Orgueilleuse, Bretteville-sur-Odon, Giberville, Le Mans, Vire, Maromme.
- Une avenue à Niort porte son nom.
- Une statue en bronze, réalisée en 1847 par Antoine Laurent Dantan, située dans la cour du palais des facultés de Caen, le représentait. Le 26 janvier 1942, sous le régime de Vichy, elle est déboulonnée dans le cadre de la mobilisation des métaux non ferreux, pour être fondue. Un groupe d'étudiants tente en vain d'empêcher son enlèvement et manifeste en suivant le véhicule qui l'emporte.
- Une statue réalisée par Raymond Martin, sur les indications de Robert Wlérick, est érigée en 1953 sur le piédestal vide du monument en l'honneur d'Élie de Beaumont sur la place Saint-Sauveur, pour remplacer celle mentionnée ci-dessus. Elle en est retirée en 1961 pour que la statue de Louis XIV y soit installée. Elle est placée sur la place Pierre-Bouchard en 1973.
- Une statue réalisée par Jean-Jules Allasseur, située sur l'aile Turgot du palais du Louvre, le représente.
- Un buste situé sur la façade du lycée Janson-de-Sailly sur la rue de la Pompe à Paris, le représente.
- Une plaque est fixée sur la façade de sa maison natale.

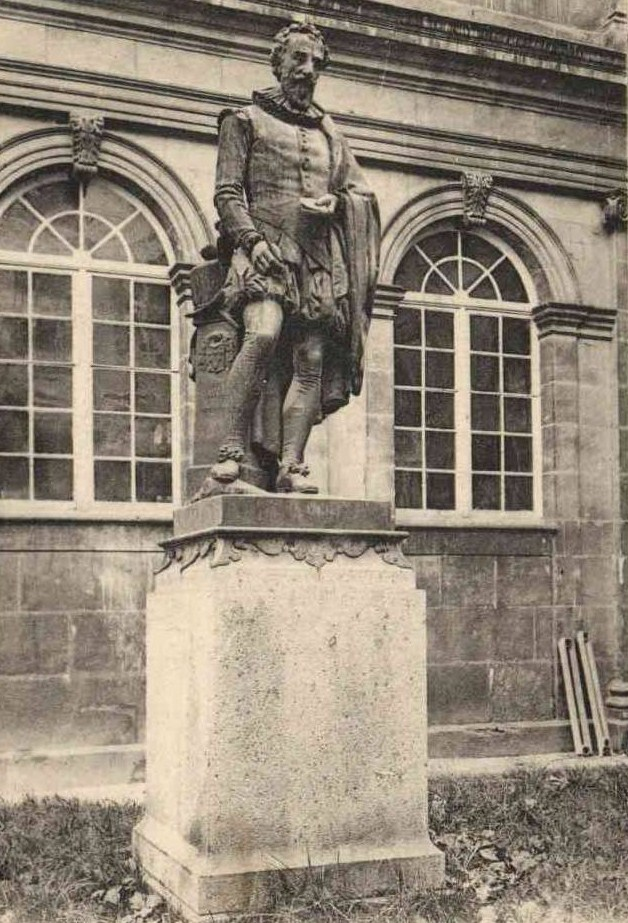
Statue devant le palais des facultés de Caen.
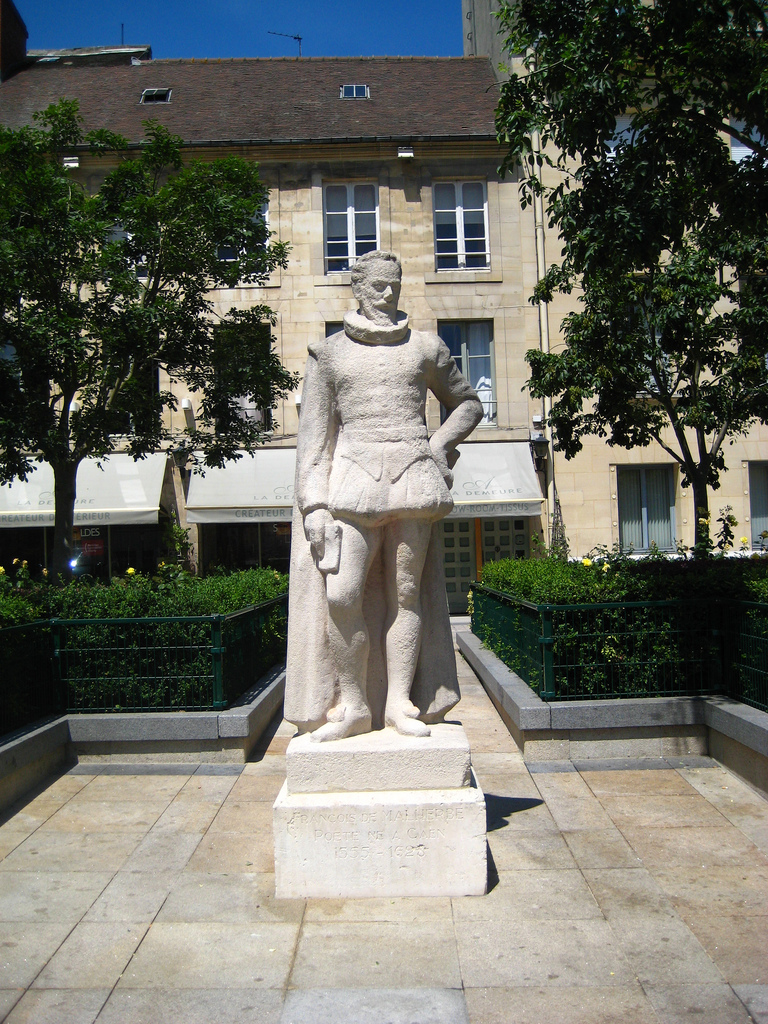
Statue sur la place Pierre-Bouchard à Caen.
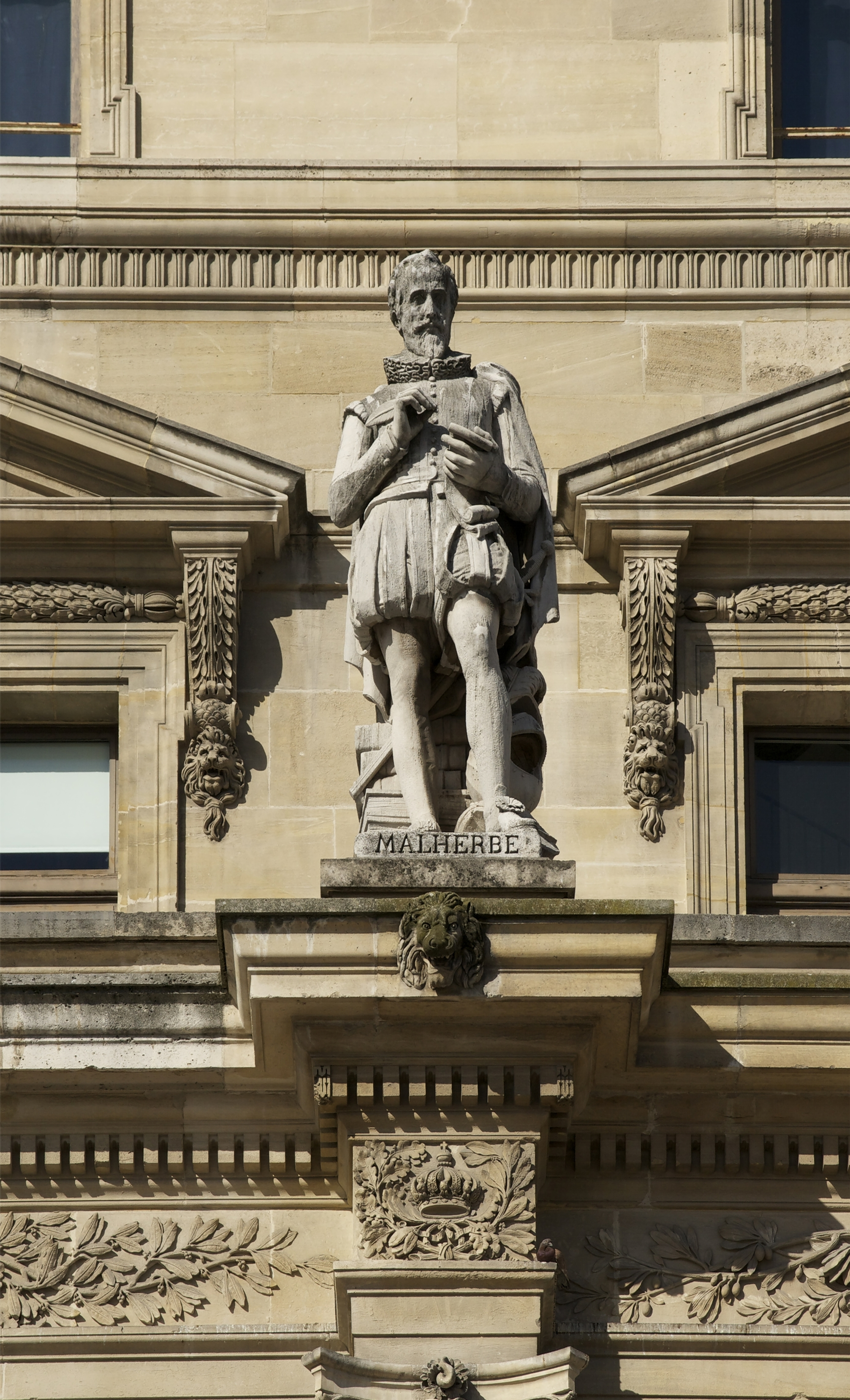
Statue sur l'aile Turgot du palais du Louvre.
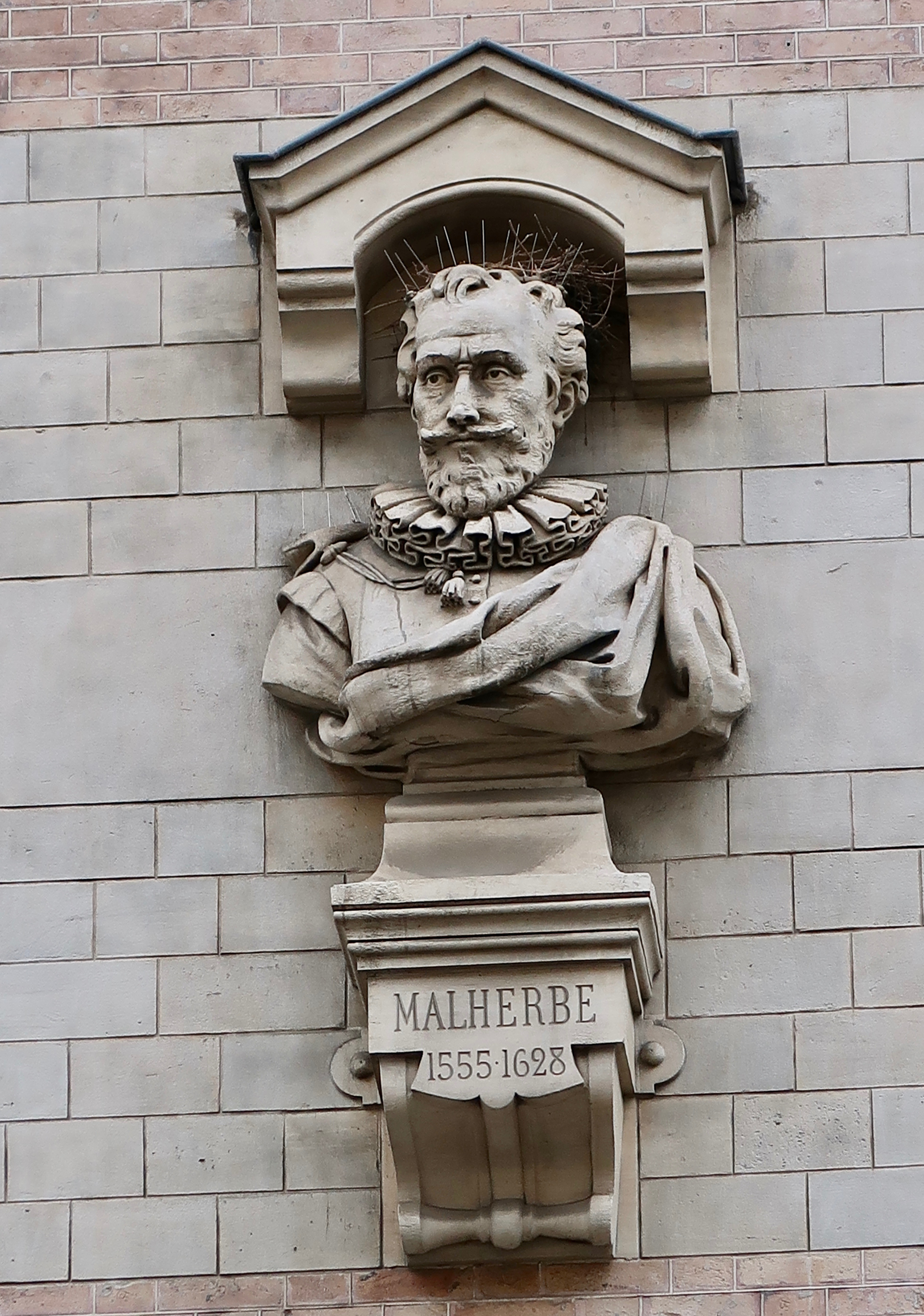
Buste sur une façade du lycée Janson-de-Sailly à Paris.
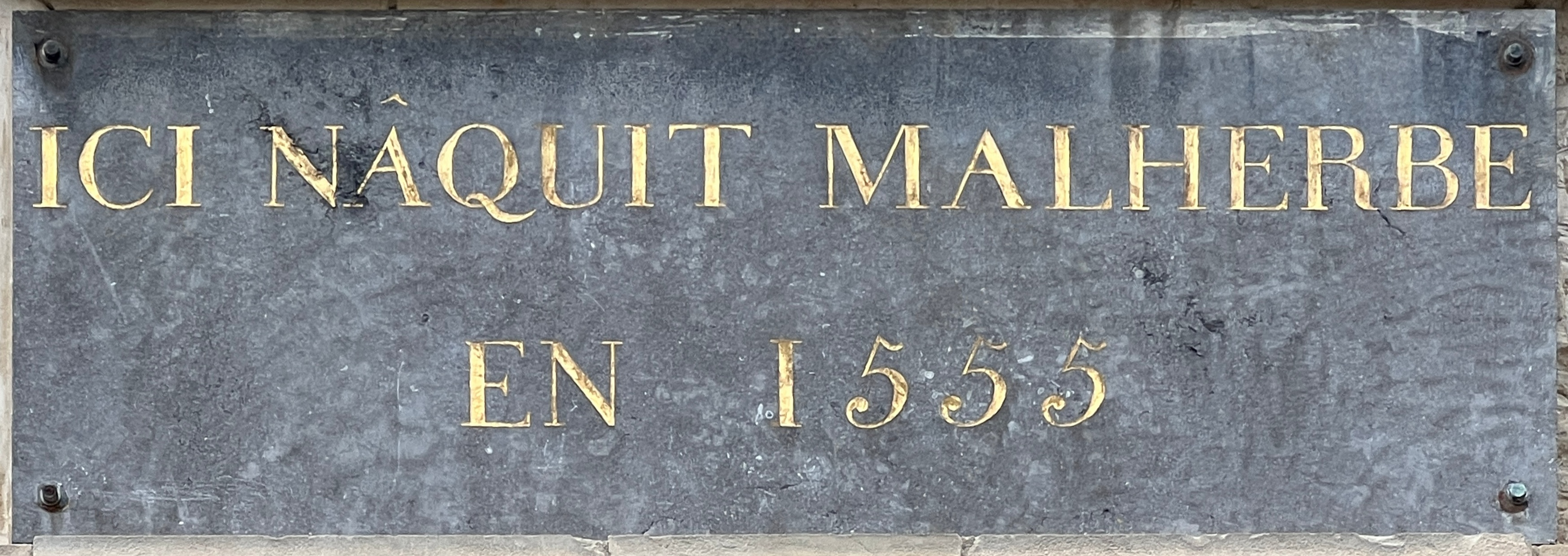
Plaque sur la façade de sa maison natale à Caen.